# Pingstkyrkan, Motala
Pingstkyrkan är en kyrkobyggnad i Motala, Motala kommun. Kyrkan tillhör Filadelfiaförsamlingen, Motala under Pingströrelsen i Sverige.

## Orgel
Den nuvarande pneumatisk orgeln byggdes 1960 av  Åkerman & Lunds Nya Orgelfabriks AB, Knivsta. Orgeln har fria och fasta kombinationer.
| Manual I        | Manual II     | Pedal      | Koppel    |
| Principal 8´    | Rörflöjt 8´   | Subbas 16´ | I/P       |
| Gedackt 8´      | Salicional 8´ |            | II/P      |
| Oktava 4´       | Blockflöjt 4´ |            | II/I      |
| Waldflöjt 2'    | Principal 2'  |            | II 16'/I  |
| Mixtur 3-4 chor | Scharf 3 chor |            | II 4'/I   |
| Trumpet 8'      | Krummhorn 8'  |            | II 16'/II |
|                 | Tremolo       |            | II 4'/P   |